# Jon Leuer
Jon Leuer (Long Lake, 14 de maio de 1989) é um jogador norte-americano de basquete profissional que atualmente joga pelo Detroit Pistons, disputando a National Basketball Association (NBA). Foi draftado em 2011 na primeira rodada pelo  Milwaukee Bucks.